# Gymnastikreihe

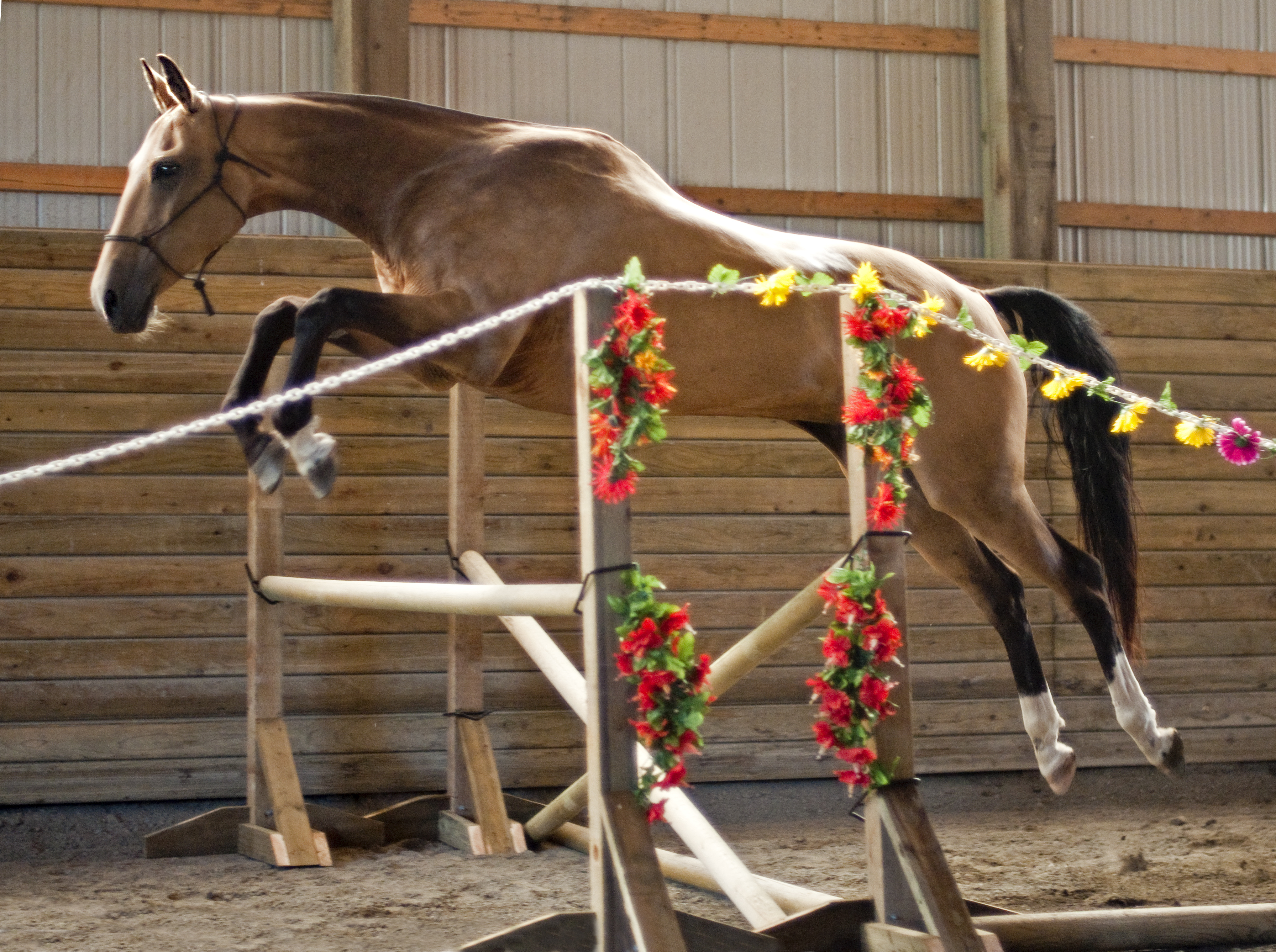
Freispringen in einer Sprunggasse

Gymnastikreihe, auch Sprungreihe, ist ein Begriff aus dem Pferdesport. Gymnastikreihen werden in der Springgymnastik im Springtraining verwendet.
In Gymnastikreihen werden häufig In-Outs verwendet. Sie werden meist auf geraden, aber auch auf gebogenen Linien aufgebaut. Die Sprünge sollten nicht zu hoch sein. Zu Beginn der Reihe können beispielsweise Cavalettis aufgestellt werden. Dann folgt häufig ein Kreuz und am Ende steht oft ein etwas höherer Steilsprung oder Oxer. Die Anforderungen müssen den Fähigkeiten von Pferd und Reiter oder Reiterin angepasst werden und können schrittweise gesteigert werden.
Gymnastikreihen für das Freispringen werden Sprunggassen genannt.

## Nutzen von Gymnastikreihen
Durch mehrere kleine Sprünge in kurzen Abständen lernen die Pferde flexibel im Rücken zu arbeiten und sich immer im gleichen Rhythmus auszubalancieren.
Mit Gymnastikreihen kann die Aufmerksamkeit und der Gehorsam des Pferde verbessert werden, indem die Hindernisse in Höhe und Breite abwechseln. Anstelle eines Sprunges kann auch eine Stange auf den Boden gelegt werden. Der „fehlende“ Sprung erfordert vom Pferd vermehrte Konzentration.
Heftige Pferde können mit Hilfe von In-Out-Reihen dazu erzogen werden über den Sprüngen nicht zu stürmen, da es sich nach jedem Sprung sofort wieder versammeln muss, um den nächsten Sprung zu überwinden.
Drei oder vier In-Outs direkt hintereinander kann das Pferd nicht mit Hilfe von Schwung überwinden, es muss also mit Kraft aus der Hinterhand springen. Dadurch wird ein hoher Trainingseffekt erzielt, auch wenn kein Sprung höher als 60 cm ist. Es muss jedoch immer darauf geachtet werden, die Pferde nicht zu überfordern.